# Fińska Rada Ekonomiczna
Fińska Rada Ekonomiczna to organ, który wspomaga współpracę pomiędzy rządem, bankiem centralnym Finlandii i innymi zainteresowanymi grupami. Jej głównym zadaniem jest analiza zjawisk ekonomicznych zachodzących w państwie w celu podejmowania skutecznych decyzji bieżących związanych ze wzrostem, równowagą i strukturą gospodarki kraju. Rada Ekonomiczna może być także forum dyskusyjnym dla rządu, partnerów z sektora publicznego oraz banku centralnego w sprawach związanych z polityka monetarną Europejskiego Banku Centralnego. Rada współpracuje również z innymi organami doradczymi krajów Unii Europejskiej.
Rada należy do Międzynarodowego Zrzeszenia Rad Ekonomicznych i Społecznych oraz Podobnych Instytucji (International Association of Economic and Social Councils and Similar Institutions).
Zagadnienia, którymi zajmuje się Rada, są związane z następującymi kwestiami:
1. Zmiany w fińskiej gospodarce i wynikające z nich wyzwania i problemy dla państwa.
2. Wydajne zarządzanie zasobami gospodarki krajowej oraz zapewnienie średnio- i długoterminowej konkurencyjności państwa.
3. Wzrost gospodarczy i polityka zatrudnienia w krótkim i średnim okresie.
4. Sektor publiczny i podział dóbr.

Rada Ekonomiczna spotyka się zazwyczaj raz w miesiącu. Dyskusje te są tajne.

## Członkowie
Na czele Rady stoi premier. Dodatkowo, rząd wyznacza od 10 do 20 członków Rady, którzy mogą pochodzić z Rady Ministrów. Są oni wybierani na dwuletnią kadencję - wyjątek stanowią ministrowie wchodzący w skład rady, którzy przestają być jej członkami w momencie odebrania im teki ministerialnej. Obecna kadencja Rady trwa od 8 maja 2006 roku do 7 maja 2008 roku.
Obecnie w skład Rady Ekonomicznej wchodzą:
- Matti Vanhanen - przewodniczący, premier Finlandii
- Jyrki Katainen - minister finansów
- Jyri Häkämies - minister obrony narodowej
- Mari Kiviniemi - minister administracji publicznej
- Sari Sarkomaa - minister edukacji
- Stefan Wallin - minister kultury i sportu
- Mauri Pekkarinen - minister handlu i przemysłu
- Tarja Cronberg - minister pracy
- Leif Fagernäs
- Michael Hornborg
- Lauri Ihalainen
- Kari Jalas
- Eero Lehti
- Erkki Liikanen
- Mikko Mäenpää
- Risto Parjanne
- Matti Viljanen

Dodatkowo stali doradcy:
- Raimo Sailas - sekretarz ministerstwa finansów
- Risto Volanen - sekretarz kancelarii premiera
- Jukka Ihanus - specjalny doradca premiera ds. polityki gospodarczej